# Top Model Sverige
Top Model Sverige är en modelltävling baserad på det amerikanska tv-formatet Top Model som visats på TV3 och nu på Kanal 11. Programmet gick 2005-2007, 2012-2013 samt 2016-. Först var Susanna (Mini) Andén programledare, sen tog Malin Persson över och 2007 var Vendela Kirsebom programledare. 2012 var Izabella Scorupco programledare men 2013 tog Caroline Winberg över. 2016 tog Jonas Hallberg över som programledare.

## Säsongerna
Säsong 1
Säsong 2
Säsong 3

### Säsong 4
Vinnare 2007 var Hawa Ahmed.

### Säsong 5
Sändes våren 2012. Programledare var modellen och skådespelaren Izabella Scorupco och stylisten Jonas Hallberg. De tio tjejerna fick flytta in i en lyxvilla i Los Angeles och göra upp om att bli Sveriges nästa toppmodell. Priset var förutom ett modellkontrakt med agenturen Next och ett omslag för Elle även en bil.

#### Deltagarna
- Sophie Angner
- Victoria Eriksson
- Jamilla Idris
- Alice Herbst
- Linnéa Melander
- Sibel Kara
- Klara Kassman
- Ivana Komso
- Nina Strauss
- Jenny Hammarlund
- Rebecka Skiöld-Nielsen (joker)

#### Ranking
| Order | 1        | 2        | 3        | 4        | 5        | 6        | 7       | 8       | 9       | 10    |
| ----- | -------- | -------- | -------- | -------- | -------- | -------- | ------- | ------- | ------- | ----- |
| 01    | Jenny    | Jamilla  | Jenny    | Victoria |          | Sibel    | Klara   | Alice   | Alice   | Alice |
| 02    | Linnea   | Klara    | Klara    | Rebecka  |          | Klara    | Nina    | Rebecka | Klara   | Klara |
| 03    | Alice    | Sibel    | Alice    | Jenny    |          | Nina     | Rebecka | Klara   | Rebecka |       |
| 04    | Jamilla  | Nina     | Rebecka  | Nina     |          | Alice    | Alice   | Nina    |         |       |
| 05    | Ivana    | Jenny    | Jamilla  | Alice    |          | Rebecka  | Sibel   |         |         |       |
| 06    | Victoria | Alice    | Nina     | Sibel    | Victoria | Victoria |         |         |         |       |
| 07    | Klara    | Sophie   | Victoria | Klara    | Jenny    |          |         |         |         |       |
| 08    | Sophie   | Victoria | Sibel    | Jamilla  |          |          |         |         |         |       |
| 09    | Nina     | Rebecka  | Sophie   |          |          |          |         |         |         |       |
| 10    | Sibel    | Ivana    |          |          |          |          |         |         |         |       |
| 11    |          | Linnéa   |          |          |          |          |         |         |         |       |

     Deltagaren blev utröstad
     Deltagaren fick lämna tävlingen
     Deltagaren kom in som joker
     Deltagaren vann Top Model Sverige

### Säsong 6
Sänds våren 2013. Programledare var modellen Caroline Winberg och stylisten Jonas Hallberg. Efter uttagningar i Stockholm valdes tio modeller ut som fick flytta in tillsammans i en lyxvilla i Los Angeles. Förutom programledarna består juryn av ytterligare inflytelserika personer i modebranschen. Priset var ett modellkontrakt för agenturen IMG och ett omslag för tidningen Elle.

#### Deltagarna
- Afnan Maaz
- Josefin Toomson
- Pamela Olivera
- Fatou Khan
- Eleonore Lilja
- Josefin Gustafsson
- Izabell Hahn
- Malin Ekholm
- Shams Ben-Mannana
- Jasmine Sjöberg

#### Ranking
| Order | 1         | 2         | 3         | 4         | 5         | 6         | 7         | 8         | 9         | 10        |
| ----- | --------- | --------- | --------- | --------- | --------- | --------- | --------- | --------- | --------- | --------- |
| 01    | Shams     | Josefin G | Josefin T | Josefin T | Shams     | Malin     | Josefin G | Pamela    | Josefin G | Josefin G |
| 02    | Eleonore  | Fatou     | Shams     | Malin     | Josefin G | Josefin G | Shams     | Shams     | Shams     | Shams     |
| 03    | Afnan     | Afnan     | Jasmine   | Pamela    | Jasmine   | Jasmine   | Pamela    | Josefin G | Pamela    |           |
| 04    | Josefin G | Malin     | Izabell   | Shams     | Pamela    | Shams     | Malin     | Malin     |           |           |
| 05    | Pamela    | Izabell   | Pamela    | Jasmine   | Josefin T | Pamela    | Jasmine   |           |           |           |
| 06    | Fatou     | Eleonore  | Josefin G | Afnan     | Malin     | Josefin T |           |           |           |           |
| 07    | Josefin T | Pamela    | Afnan     | Josefin G | Afnan     |           |           |           |           |           |
| 08    | Izabell   | Shams     | Malin     | Izabell   |           |           |           |           |           |           |
| 09    | Malin     | Josefin T | Fatou     |           |           |           |           |           |           |           |
| 10    | Jasmine   | Jasmine   | Eleonore  |           |           |           |           |           |           |           |

     Deltagaren blev utröstad
     Deltagaren fick omgående lämna tävlingen
     Deltagaren kom tillbaka in i tävlingen
     Deltagaren vann Top Model Sverige

### Säsong 7
Säsong 7 vanns av Feben Negash.